# Heinz Frei
Heinz Frei (ur. 28 stycznia 1958 w Solurze, Szwajcaria) – szwajcarski sportowiec z niepełnosprawnością. 14-krotny mistrz paraolimpijski. Brał udział w 15 paraolimpiadach, 8 letnich i 7 zimowych. Startuje w biegach, kolarstwie, biegach narciarskich i biathlonie.

## Medale Igrzysk Paraolimpijskich

### 2012
- – Kolarstwo – wyścig uliczny – H2
- – Kolarstwo – sztafeta mieszana – H1-4

### 2008
- – Kolarstwo – trial na czas – HC B
- – Kolarstwo – wyścig uliczny – HC B